# Pasta curry

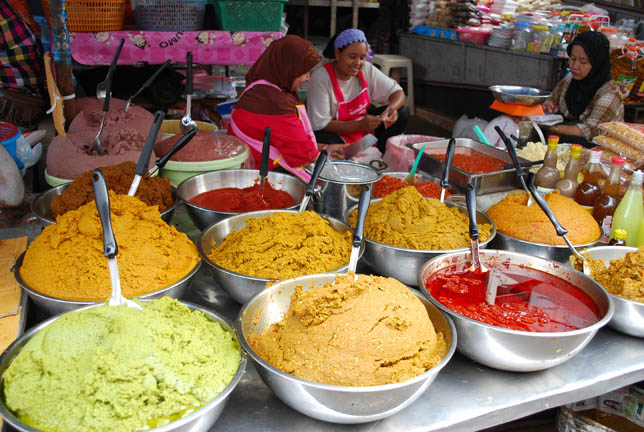
Pasty curry na tajskim bazarze

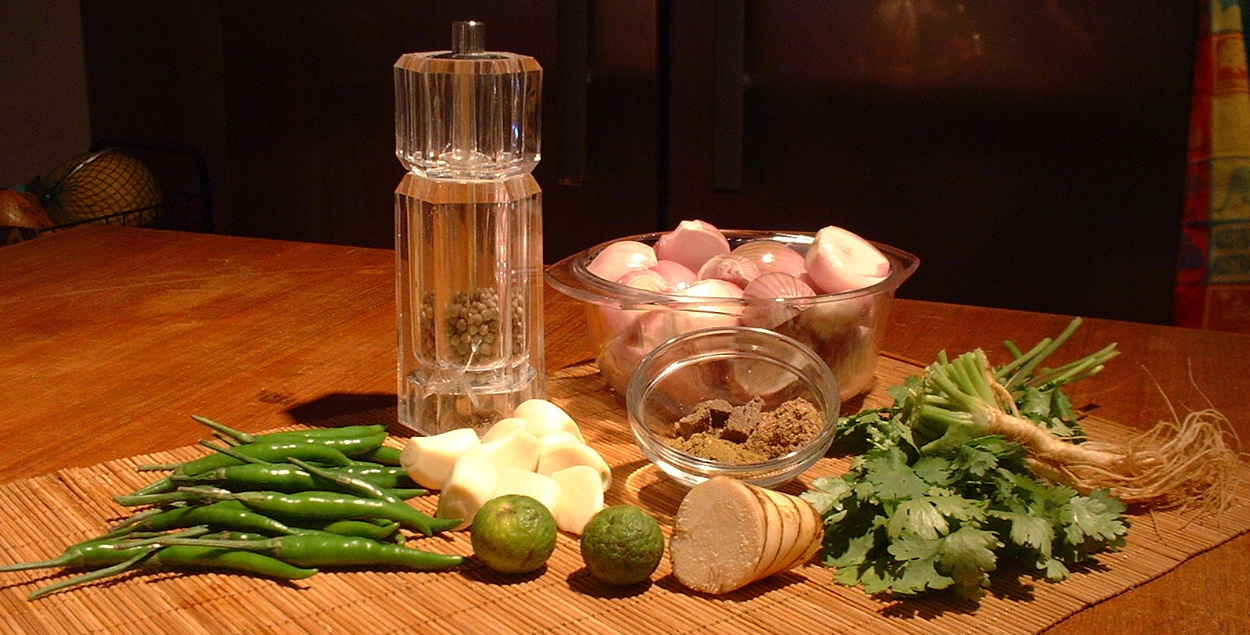
Składniki zielonej pasty curry

Pasta curry (taj. เครื่องแกง) – półprodukt w kuchniach orientalnych, zwłaszcza tajskiej i indyjskiej, przygotowany na bazie ostrych papryk, stanowiący bazę do sporządzania różnych potraw, w tym zup, curry i innych dań głównych.

## Odmiany w kuchni tajskiej
W kuchni tajskiej istnieje kilka podstawowych rodzajów past curry oznaczonych kolorami: czerwonym, zielonym, żółtym i fioletowym. Sprzedawane są na wagę, w kubeczkach lub saszetkach. Poszczególne odmiany to:
- zielona pasta curry (gaeng kiow wahn[2]): przyrządzana na bazie zielonych papryk chili z dodatkiem trawy cytrynowej, czosnku, szalotki, soli, imbiru, kminu oraz kolendry. Charakteryzuje się ostrością, ale i świeżym, orzeźwiającym smakiem, jest najostrzejszą[3] ze wszystkich past,
- żółta pasta curry (gaeng luang[2]): sporządzana na bazie czerwonych papryk chili (około 20%) z dodatkiem szalotki, czosnku, trawy cytrynowej, soli, galangalu, kurkumy nadającej żółtą barwę, kuminu i kolendry. Jest najłagodniejszą ze wszystkich past, chętniej akceptują ją obcokrajowcy nienawykli do ostrych, orientalnych smaków. Służy jako baza do przygotowania żółtego curry, czy ryby na żółto,
- fioletowa pasta curry: sporządzana na bazie czerwonych papryk chili (od 20% do 30%) z dodatkiem szalotki, czosnku, trawy cytrynowej, soli, galangalu, kminu rzymskiego i kolendry. Jest ostrzejsza od żółtej, nie posiada w składzie kurkumy. Ma pochodzenie indonezyjskie,[potrzebny przypis]
- czerwona pasta curry (gaeng phet[2]): sporządzana na bazie czerwonych papryk chili (około 30%, według norm europejskich zawartość nie może być wyższa) z dodatkiem trawy cytrynowej, kminku, szalotki, soli, skórki z limonki i dzikiego kardamonu.

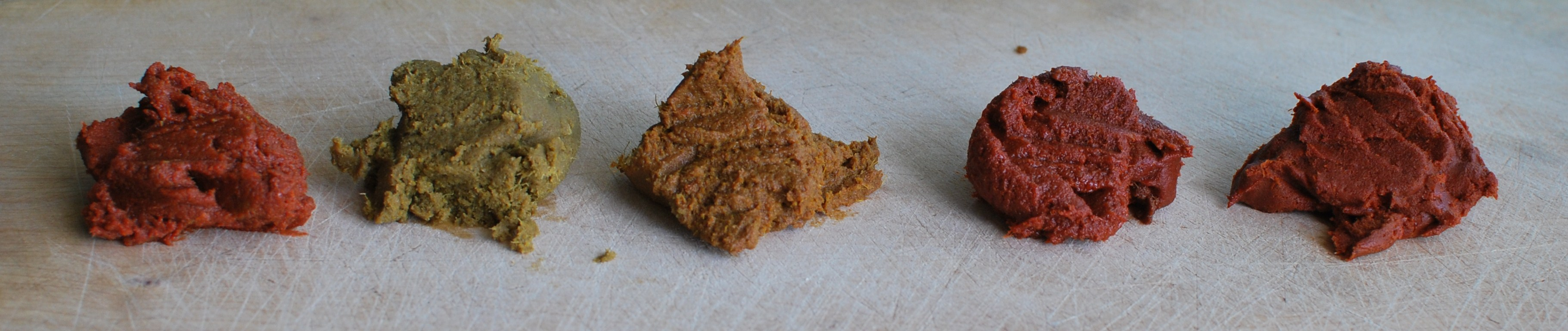
Rodzaje tajskich past curry

## Charakter składników
Tradycyjnie wszystkie składniki past (z wyjątkiem suszu paprykowego do żółtej i czerwonej) powinny być świeże. W handlu oferowane są gotowe pasty oparte na składnikach suszonych. Z reguły nie powinny zawierać oleju, wody, octu, czy soku z limonki – składniki te można dodawać potem do samego dania, lecz nie do past. Hindusi, w odróżnieniu od Tajów dodają do dań opartych na pastach również masło.